# Osser (Grazer Bergland)
Der Osser ist ein 1548 m ü. A. hoher Berg im Grazer Bergland im österreichischen Bundesland Steiermark. Er liegt im Bereich der Teichalm und bildet die zweithöchste Erhebung des Grazer Berglandes. An seinem Fuße entspringt die Raab.